# Sanlong (köpinghuvudort i Kina, Jiangsu Sheng, lat 33,42, long 120,51)
Sanlong är en köpinghuvudort i Kina. Den ligger i provinsen Jiangsu, i den östra delen av landet, omkring 220 kilometer nordost om provinshuvudstaden Nanjing. Antalet invånare är 45 483. Befolkningen består av 23 463 kvinnor och 22 020 män. Barn under 15 år utgör 11,0 %, vuxna 15-64 år 74 %, och äldre över 65 år 14,0 %.
Runt Sanlong är det tätbefolkat, med 369 invånare per kvadratkilometer. Närmaste större samhälle är Xinfeng, 17,5 km söder om Sanlong. Trakten runt Sanlong består till största delen av jordbruksmark.
Genomsnittlig årsnederbörd är 1 047 millimeter. Den regnigaste månaden är juli, med i genomsnitt 229 mm nederbörd, och den torraste är januari, med 23 mm nederbörd.